# Sächsische I
Als Gattung I bezeichneten die Königlich Sächsischen Staatseisenbahnen Lokomotiven mit der Achsfolge 1B, die von verschiedenen Herstellern für den gemischten Dienst geliefert wurden.

## Geschichte
In die Gattung I ordneten die Königlich Sächsischen Staatseisenbahnen im Jahr 1871 alle jene Lokomotiven ein, die in der Frühzeit des staatlichen Eisenbahnbaues in Sachsen von verschiedenen Herstellern beschafft wurden. Es handelte sich dabei durchweg um Fahrzeuge mit führender Laufachse und zwei Kuppelachsen. Die ältesten Lokomotiven der Gattung waren 1847 von der Sächsisch-Bayerischen Eisenbahn beschafft worden. Die letzte Lokomotive der Gattung I wurde 1887 ausgemustert. Museal blieb keine erhalten.
In die Gattung I waren folgende Lokomotiven eingeordnet:

GLÜCK AUF, Baujahr 1848

- WURZEN, 1847, Fabriknummer 151 bei Borsig
- OSCHATZ, 1847, Farbrinummer 152 bei Borsig
- CAMEL, 1847, Fabriknummer 149 bei Borsig
- DROMEDAR, 1847, Fabriknummer 150 bei Borsig
- GLÜCK AUF, 1848, Fabriknummer 1 bei Hartmann. Geliefert an Sächsisch-Bayerische Staatseisenbahn.
- GREIF
- SCHAKALL
- STRAUSS
- GIRAFFE
- NASHORN, Fabriknummer, 1848,  210 bei Borsig
- PANTHER
- SAXONIA, 1848, Fabriknummer 2 bei Hartmann. Geliefert an Sächsisch-Böhmische Staatseisenbahn.
- GERMANIA, 1848, Fabriknummer 3 bei Hartmann. Geliefert an Sächsisch-Böhmische Staatseisenbahn.
- PIRNA, 1848, Fabriknummer 4 bei Hartmann. Geliefert an Sächsisch-Böhmische Staatseisenbahn.
- ELBE, 1848, Fab. Nr. 6 bei Hartmann. Geliefert an Sächsisch-Böhmische Staatseisenbahn.
- KÖNIGSTEIN, 1849, Fab. Nr. 10 bei Hartmann. Geliefert an Sächsisch Böhmische Staats Eisenbahn.
- HARTMANN, ab 1869 FAUST, Fab. Nr. 8 bei Hartmann. Geliefert an Sächsisch-Bayerische Staatseisenbahn.
- BOHEMIA, 1851, Fab. Nr. 26 bei Hartmann. Geliefert an Sächsisch Böhmische Staats Eisenbahn.
- AUSTRIA, ab 1869 JUNO, 1851, Fab. Nr. 27 bei Hartmann. Geliefert an Sächsisch-Böhmische Staatseisenbahn.
- ROSS, 1848, Fab. Nr. 5 bei Hartmann. Geliefert an Sächsisch-Bayerische Staatseisenbahn.
- HARTMANN, 1850, Fab. Nr. 15 bei Hartmann. Geliefert an Sächsisch-Böhmische Staatseisenbahn.
- CROCODIL, 1848, Fab. Nr. 9 bei Hartmann. Geliefert an Sächsisch-Bayerische Staatseisenbahn.
- RHINOCEROS, 1850, Fab. Nr. 14 bei Hartmann. Geliefert an Sächsisch-Bayerische Staatseisenbahn.
- ZSCHOPAU, 1852, Fab Nr. 28 bei Hartmann. Geliefert an Chemnitz-Riesaer Eisenbahn
- ERZGEBIRGE, 1852, Fab. Nr. 29 bei Hartmann. Geliefert an Chemnitz-Riesaer Eisenbahn
- DÖBELN, 1852, Fab. Nr. 30 bei Hartmann. Geliefert an Chemnitz-Riesaer Eisenbahn
- PHÖNIX, ab 1869 PSYCHE, 1850, gebaut 1846 von Rabenstein als PEGASUS oder TEUTONIA, Umbau bei Hartmann 1850 als Fabriknummer 25.